# Opistharsostethus unipunctatus
Opistharsostethus unipunctatus är en insektsart som beskrevs av Schmidt 1911. Opistharsostethus unipunctatus ingår i släktet Opistharsostethus och familjen spottstritar. Inga underarter finns listade i Catalogue of Life.